# عثمان غني
عثمان غني (20 نوفمبر 1996 بكابل في أفغانستان - ) هو لاعب كريكت أفغاني. شارك مع منتخب أفغانستان للكريكت.

## وصلات خارجية
- عثمان غني على موقع إي آس بي آن كريك إنفو (الإنجليزية)